# Bruno Fernández de los Ronderos
Bruno Fernández de los Ronderos (Salamanca, 1822 - ¿?) fue un arquitecto español. Sus obras más conocidas son:
- el Teatro Eslava, en la madrileña calle del Arenal (cerca de la Puerta del Sol), construido entre 1870 y 1871,
- el colegio Marqués de Vallejo, en Valdemoro, edificio dedicado a proporcionar vivienda a los niños huérfanos de la Guardia Civil, construido en el periodo 1880-1885,[1] y
- el palacete de los condes de San Bernardo, en el paseo de la Castellana esquina a la calle de Jenner (Madrid), construido a partir de 1887.

## Biografía
Nacido en Salamanca en el año 1822, obtuvo el título de arquitecto en la Academia de San Fernando el 13 de diciembre de 1846 con un proyecto de Museo de Ciencias e Historia Natural. Presentó estudios y diseños como el de la Cárcel Modelo de Madrid en la ubicación prevista inicialmente en el paseo de Areneros (calle de Alberto Aguilera) y finalmente ubicada en la plaza de Moncloa. De la misma forma se le encargó la segregación edificatoria del Hospital General de Atocha y el Colegio de Cirugía de San Carlos.